# Włókna wiskozowe

Reakcja powstawania ksantogenianu celulozy.

Włókna wiskozowe – rodzaj włókna powstającego w wyniku chemicznej obróbki celulozy. Celulozę do produkcji włókien wiskozowych otrzymuje się z oczyszczonej masy drzewnej, typowo z drzew iglastych, niekiedy liściastych (najczęściej stosowanym drewnem jest sosna, świerk lub buk). Masę poddaje się działaniu ługu sodowego, a następnie dwusiarczku węgla (CS2). W efekcie otrzymuje się produkt przejściowy, sól sodową ksantogenianu celulozy: 
R–OH + CS2 + NaOH → R–O–C(=S)–SNa + H2O
Półprodukt ten rozpuszcza się w rozcieńczonym wodnym roztworze zasady sodowej, otrzymując wiskozę – płyn przędzalniczy o konsystencji miodu. Ciecz ta jest następnie przetłaczana przez zespół dysz o drobnych otworkach, zanurzonych w roztworze kwasu siarkowego:
R–O–C(=S)–SNa + H+ → R–OH + CS2 + Na+
W roztworze kwasu następuje koagulacja wiskozy z wytworzeniem nierozpuszczalnych włókien. Jako produkt uboczny powstaje siarczan sodu. Włókna produkowane są jako włókna ciągłe (sztuczny jedwab, kord) lub cięte (bawełnopodobne i wełnopodobne).